# Sveti Anastazije Solinski
Sveti Anastazije Solinski (+240.), kršćanski svetac i solinski mučenik

## Životopis
Prema spisima Jeronimovog martirologija sveti Anastazije rodio se u Akvileji, ali je zbog Dioklecijanovog progona otišao u Salonu, da hrabri kršćane da se ne boje smrti. To je znak da je i sam bio veoma zauzet kršćanin kome je bilo mnogo stalo do dobra Crkve. Ime je tog mučenika pronađeno zapisano na konfesiji mučenikâ u Manastirinama. I on je s ostalim slavnim solinskim mučenicima prikazan na poznatom lateranskom mozaiku, što ga dade u krstionici lateranske bazilike izraditi papa Ivan IV., rodom iz Dalmacije.
Tijelo mu je ugledna matrona Asklepija pokopala na Marusincu. Tu mu je u V. stoljeću bila podignuta veličanstvena bazilika. Njezin se pod od mozaika sačuvao sve do danas. Uz svetog Dujma i Venancija sveti je Anastazije bio najviše štovan solinski mučenik.
Sveti su solinski mučenici, naši duhovni preci, kojih bi prema nekim vijestima bilo čak 240, vjerom i krvlju posvetili ovo tlo na koje u VII. stoljeću dođoše naši pradjedovi. Oni su iz neba zagovarali misionare koji su radili na obraćenju i pokrštenju Hrvata. Vjerujemo da i danas zagovaraju Crkvu na ovom našem tlu, a mi ih štujmo i molimo za njihov zagovor.

## Vanjske poveznice
- Sveci.net  Arhivirana inačica izvorne stranice od 1. srpnja 2015. (Wayback Machine)